# ターゲット・センター
ターゲット・センター（Target Center）は、ミネソタ州ミネアポリスに位置する屋内競技施設。主にバスケットボール、コンサートに使用される。

## 概要
1990年10月13日にこけら落とし。NBAのミネソタ・ティンバーウルブズ、WNBAのミネソタ・リンクスの本拠地としても使用されている。2004年からミッドウェスト・エンターテイメント・グループが管理、ターゲットはミネアポリスを本社を置く小売店である。
最近では、16:9のハイビジョンLED映像装置を設置、1994年のNBAオールスターゲーム、1995年のNCAA女子バスケットボールトーナメントのファイナル・フォーが行なわれた。
2009年9月に北米の主要アリーナとしては初の屋上緑化を設けた。